# Centre Dramàtic de la Generalitat de Catalunya
El Centre Dramàtic de la Generalitat de Catalunya (CDGC) va ser una institució creada el 1980 pel Departament de Cultura i Mitjans de Comunicació de la Generalitat de Catalunya, com a centre de producció teatral que va tenir la seu al Teatre Romea del 1980 al 1998.

## Història
Es va crear amb l'objectiu de fomentar i revaloritzar els texts dramàtics clàssics catalans, garantir la presència dels grans texts dramàtics del teatre universal, així com l'acolliment de la producció dramàtica contemporània, tenia la seu al Teatre Romea, però desenvolupà la seva activitat en altres escenaris de les ciutats de Barcelona, Girona, Lleida, Reus i Tarragona. La creació del CDGC va significar un pas més en la història del teatre català, cap a un Teatre Nacional anhelat durant anys i cap a una primera configuració d'un repertori. El CDGC es va proposar recuperar el teatre de text en català per construir-ne una base sòlida de cara al futur, sense oblidar les obres més valorades dins del teatre universal i la producció dramàtica contemporània. Semblava, però, que no tothom estava satisfet amb la tasca que el Centre duia a terme; n'és una prova el manifest que va signar el Col·lectiu de Directors l'any 1984 i que apuntava que les plataformes institucionals havien d'oferir una investigació artística tan allunyada de l'elitisme com del populisme.
El 1985, l'Ajuntament de Barcelona va inaugurar el primer projecte dedicat a les arts escèniques: el Mercat de les Flors. Aquest darrer centre no tenia una companyia pròpia i era, per tant, un espai obert tant a la producció privada nacional com a la internacional. L'any que va venir després va ser clau per a l'evolució del teatre públic a Catalunya, ja que, un cop anunciada la candidatura de Barcelona als Jocs Olímpics, moltes institucions es van decidir a apostar pel camp teatral. La percepció era que la cultura era un element primordial per construir una bona imatge de la ciutat i es valorava que d'ençà dels setanta, amb els grups independents, el teatre havia agafat una bona embranzida i que els centres acabats de crear, com el CDG i el Mercat de les Flors, anaven força bé. També als vuitanta el Teatre Lliure –creat el 1976– va començar a rebre subvencions de forma regular i es va convertir, d'aquesta manera, en la primera iniciativa teatral independent amb suport de diner públic.

## Direcció
Durant la seva història ha tingut tres directors. Xavier Fàbregas i Surroca en fou el primer director entre els anys 1980 i 1981. Fou succeït per Hermann Bonnín i Llinàs, que ocupà el càrrec fins al 1988. Des d'aleshores i fins que s'integrà i es dissolgué en el Teatre Nacional de Catalunya (TNC), l'any 1998, ocupà el càrrec Domènec Reixach i Felipe.